# Cleo (2019)
Cleo ist ein deutscher Spielfilm des Regisseurs Erik Schmitt aus dem Jahr 2019. Er wurde bei den Internationalen Filmfestspielen Berlin 2019 als Eröffnungsfilm der Sektion Generation Kplus uraufgeführt. Marleen Lohse spielt die Titelrolle.

## Handlung
Cleo arbeitet für ein Touristenbüro in Berlin und lebt ein einsames, abgeschottetes Leben, seit ihr Vater starb, als Cleo zehn Jahre alt war. Cleo gibt sich selbst die Schuld am Tod des Vaters und hofft seit ihrer Kindheit, dass eine magische Uhr, die im verschollenen Schatz der Brüder Sass versteckt sein soll, ihr dabei helfen wird, die Zeit zurückzudrehen und ihren Vater zu retten. Als sie eines Tages den jungen Abenteurer Paul kennenlernt, der eine Karte gefunden hat, die zum Schatz führen soll, schließt sie sich ihm an, und für Cleo beginnt eine Reise durch Berlins Geschichte, zurück zum Anfang der Zeit.

## Hintergrund
Cleo ist eine Koproduktion der Berliner Detail Film GmbH mit dem Das kleine Fernsehspiel des ZDF. Gedreht wurde der Film 2017 an über 70 Drehorten ausschließlich in Berlin. Es ist Erik Schmitts Langfilmdebüt. Zuvor hatte Schmitt Kurzfilme gedreht, die ebenfalls in Berlin spielen und seinen besonderen visuellen Stil bereits erkennen ließen. Die Kostüme von Kostümbildnerin Melina Scappatura stammen aus dem Theaterkunst-Fundus und dem Kostümfundus des Studio Babelsberg. Die von Johannes Repka komponierte Filmmusik wurde vom Deutschen Filmorchester Babelsberg eingespielt.
Der von der Deutschen Film- und Medienbewertung (FBW) mit dem Prädikat „Wertvoll“ versehene Film war bei der Berlinale 2019 Eröffnungsfilm der Sektion Generation Kplus und gewann 2019 auf dem Filmkunstfest Mecklenburg-Vorpommern in der Kategorie Bester Kinder- und Jugendfilm den Leo.

## Rezeption
Der Film erhielt überwiegend positive Kritiken. So schreibt Holger Heiland für kunstundfilm, dass der Film keinen Moment an Charme und Drive verliere. „Das liegt vor allem an der überbordenden Fülle von Einfällen, die die Handlung umspielen, kommentieren und einbetten.“ Er empfindet die visuellen Einfälle nicht als „Leistungsshow filmischen Kunsthandwerks; stattdessen kitzelt der Film überraschende Assoziationen und Kurzschlüsse hervor, die entstehen lassen, was deutschem Kino allzu oft fehlt: Poesie auf der Höhe technischer Möglichkeiten.“
Auch Michael Meyns von filmstarts äußert sich positiv über den Film, der für ihn „nicht verschlafen und behäbig daherkommt, der nicht im Saft seiner eigenen Befindlichkeit schmort, der visuell ungewöhnlich und originell erzählt.“ Er empfindet ihn gerade für einen deutschen Film als „eine ebenso ungewöhnliche wie willkommene Überraschung.“ Meyns lobt nicht nur die formalen Spielereien, er findet es „umso schöner also, dass Schmitt für sein Langfilmdebüt ‚Cleo‘ zusammen mit Stefanie Ren ein Drehbuch geschrieben hat, das nicht nur auf visuelle Einfälle baut, sondern auf originelle Weise die ganz spezielle Magie Berlins heraufbeschwört.“
In einer eher negativen Kritik für epd Film schreibt Jens Balkenborg, dass man sich bei Schmitts Film mit einigem arrangieren müsse: „mit einer in Zuckerwatte gehüllten Geschichte, mit überdrehten, schablonenhaften Figuren und einer vor allem am Ende vor Kitsch triefenden Romanze.“ Cleo zelebriere „seine Märchenhaftigkeit explizit in jeder Filmsekunde, und zwar mit der Brechstange.“ Man könne „sich daran und an noch mehr stören“, und doch „tröste die grenzenlose Fabulierfreude, mit der Schmitt seinen Film“ erzähle, „über vieles hinweg.“

## Verweise
- Unterrichtsmaterialien von Vision Kino
- Cleo bei IMDb
- Cleo  bei crew united